# Macy Gray
Macy Gray (født Natalie Renee McIntyre d. 6. september 1967), også krediteret Natalie Hinds i sin musik, er en amerikansk R&B og soul singer-songwriter, pladeproducent, og skuespillerinde, berømt for sin specielle stemme og en sangstil tydeligt inspireret af Billie Holiday og Betty Davis.
Macy Gray har altid haft rollen som den lidt skævt tilpassede fugl i den amerikanske r'n'b-rede, men vendte i 2007 tilbage med et album, hvor hun fremstår som en mere friseret udgave af sig selv.
Hendes musikalske karriere startede, da hun som ung teenager begyndte at skrive sange for andre. Til en demo-session dukkede sangerinden, som sangene var tiltænkt aldrig op, og Macy indspillede dem selv i stedet, selv om hun i grunden hadede sin quirky, raspede stemme.
Det blev lidt af et hit i musikmiljøet i Los Angeles, og Macy fik en deal med et lokalt jazzband, samtidig med at hun på hjemmefronten nåede både at blive gift, få tre børn, og blive skilt igen. Navnet Macy Gray lånte hun fra en ældre nabo i hjembyen Canton som et kreativt alias.
I 1998 fik hun en aftale med Epic, og i 1999 kom debutalbummet 'On How Life Is'. Førstesinglen var 'Do Something', og pladen levede et stille liv, indtil singlen 'I Try' begyndte at blive spillet i radioen. Macy oplevede pludselig et kæmpe gennembrudsbrag og fik i 2000 en grammy som årets bedste pop vokalist.
Siden fulgte 'The Id' i 2001 og 'The Trouble With Being Myself' i 2003, men ingen af pladerne fik den samme succes som debutalbummet. Samtidig fik Macy Gray ry som en noget excentrisk personlighed. Hun fik en del kritik for at glemme teksten til den amerikanske nationalsang som forsanger til en fodboldkamp, men til gengæld scorede hun flere priser for sin spraglede, hippie-inspirerede påklædning.
Ved siden af musikkarrieren har Macy også medvirket i film som Training Day og Spiderman og været medforfatter på en animeret film. Og så har hun startet en tøjlinje i sit borgerlige navn Natalie Hind.
Allerede i 2000 samarbejdede Macy Gray med Black Eyed Peas, og hitmageren herfra will.i.am blev også hentet ind til at lave 2007-albummet 'Big'. Her kan man stadig høre Macy Grays skæve, karakteristiske vokal, men det musikalske udtryk er blevet finpudset i retningen mod et mere slick R'n'B-udtryk.

## Discografi

### Album
- 1999: On How Life Is
- 2001: The Id
- 2003: The Trouble with Being Myself
- 2007: Big
- 2010: The Sellout

## Filmografi

### Film
| Year | Title                   | Role               |
| ---- | ----------------------- | ------------------ |
| 2001 | Training Day            | Sandman's Wife     |
| 2002 | Spider-Man              | Sig selv           |
| 2003 | Scary Movie 3           | Sig selv           |
| 2003 | Gang of Roses           | Assassin           |
| 2004 | Lackawanna Blues        | Pauline            |
| 2004 | Jorden rundt i 80 dage  | Sleepy Frenchwoman |
| 2004 | Lightning in a Bottle   | Sig selv           |
| 2005 | The Crow: Wicked Prayer | Carman             |
| 2005 | Shadowboxer             | Neisha             |
| 2005 | Domino                  | Lashandra Davis    |
| 2006 | Idlewild                | Taffy              |

### Tv
| Year | Title                      | Role                         | Notes                                                                                        |
| ---- | -------------------------- | ---------------------------- | -------------------------------------------------------------------------------------------- |
| 2000 | Ally McBeal                | Sig selv                     | "Hope and Glory" (episode 20, sæson 3)                                                       |
| 2002 | MDs                        | Jess                         | "Wing and a Prayer" (episode 7)                                                              |
| 2004 | American Dreams            | Carla Thomas                 | "Real-to-Reel" (episode 12, sæson 2)                                                         |
| 2004 | That's So Raven            | Rhonda                       | "Taken to the Cleaners" (episode 4, sæson 3)                                                 |
| 2004 | Blue's Clues               | Sig selv                     | "Bluestock"                                                                                  |
| 2005 | Duck Dodgers               | Diva (voice)                 | "Diva Delivery/Castle High" (episode 10, sæson 2)                                            |
| 2005 | American Dragon: Jake Long | Trixie's grandmother (voice) | - "Act 4, Scene 15" (episode 5, sæson 1) - "Professor Rotwood's Thesis" (episode 8, sæson 1) |
| 2005 | American Dragon: Jake Long | Miss Jenkinks                | "Act 4, Scene 15" (episode 5, sæson 1)                                                       |
| 2005 | 1-800-Missing              | Cleo                         | "A Death in the Family" (episode 13, sæson 3)                                                |
| 2009 | Dancing With the Stars     | Sig selv                     | Contestant                                                                                   |

## Priser og nomineringer
- American Music Awards
  - 2000, Favorite New Artist – Pop/Rock

- BRIT Awards
  - 2000, International Breakthrough Act (vandt)
  - 2000, International Female (vandt)

- Billboard Awards
  - 2001, Best Rap/Hip-Hop Clip of the Year: "Request Line"
  - 2001, Best Direction: "Request Line"

- Grammy Award
  - 1999, Best New Artist
  - 1999, Best Female R&B Vocal Performance: "Do Something"
  - 2000, Best Female Pop Vocal Performance: "I Try" (vandt)
  - 2000, Record of the Year: "I Try"
  - 2000, Song of the Year: "I Try"

- MTV Video Music Awards
  - 2000, Best New Artist: "I Try" (vandt)
  - 2000, Best Cinematography: "Do Something" (vandt)
  - 2000, Best Female Video: "I Try"
  - 2000, Best Art Direction: "I Try"
  - 2001, Breakthrough Video: "Geto Heaven Remix T.S.O.I. (The Sound of Illadelph)"
  - 2001, Best Hip-Hop Video: "Request Line"

- Soul Train Awards
  - 1999, Best R&B/Soul Album – Female: "On How Life Is"